# WHA Amateur Draft 1973
Der WHA Amateur Draft 1973 war die erste jährliche Talentziehung der professionellen Eishockeyliga World Hockey Association und fand am 18. Mai 1973 statt. Der Amateur Draft der WHA trat damit in Konkurrenz zum NHL Amateur Draft 1973 der Konkurrenzliga National Hockey League. Im Rahmen des Drafts wurden in elf Runden insgesamt 122 Spieler durch die 13 Franchises der Liga ausgewählt.
Mit dem ersten Wahlrecht zogen die Chicago Cougars den Verteidiger Bob Neely von den Peterborough Petes aus der Ontario Hockey Association.

## Draftergebnis
| Pick     | Spieler                 | Land               | WHA-Team                  | College-/ Junioren-/ Profi-Team        |
| 1. Runde | 1. Runde                | 1. Runde           | 1. Runde                  | 1. Runde                               |
| -------- | ----------------------- | ------------------ | ------------------------- | -------------------------------------- |
| 1.       | Bob Neely (D)           | Kanada             | Chicago Cougars           | Peterborough Petes (OHA)               |
| 2.       | Glenn Goldup (F)        | Kanada             | New England Whalers       | Toronto Marlboros (OHA)                |
| 3.       | André Savard (C)        | Kanada             | Nordiques de Québec       | Quebec Remparts (QMJHL)                |
| 4.       | Paulin Bordeleau (C)    | Kanada             | Toronto Toros             | Toronto Marlboros (OHA)                |
| 7.       | Bob Gainey (F)          | Kanada             | Minnesota Fighting Saints | Peterborough Petes (OHA)               |
| 8.       | Reg Thomas (C)          | Kanada             | Los Angeles Sharks        | London Knights (OHA)                   |
| 9.       | Darcy Rota (LW)         | Kanada             | Houston Aeros             | Edmonton Oil Kings (WCHL)              |
| 10.      | Lanny McDonald (F)      | Kanada             | Cleveland Crusaders       | Medicine Hat Tigers (WCHL)             |
| 11.      | Ron Andruff (C)         | Kanada             | Winnipeg Jets             | Flin Flon Bombers (WCHL)               |
| 12.      | Blake Dunlop (F)        | Kanada             | New England Whalers       | Ottawa 67’s (OHA)                      |
| 13.      | Dean Talafous (RW)      | Vereinigte Staaten | Cincinnati Stingers       | University of Wisconsin–Madison (NCAA) |
| 2. Runde |                         |                    |                           |                                        |
| 14.      | Blaine Stoughton (C)    | Vereinigte Staaten | Nordiques de Québec       | Flin Flon Bombers (WCHL)               |
| 16.      | Al Sims (D)             | Kanada             | New York Golden Blades    | Cornwall Royals (QMJHL)                |
| 17.      | Morris Titanic (LW)     | Kanada             | Nordiques de Québec       | Sudbury Wolves (OHA)                   |
| 18.      | Pat Hickey (LW)         | Kanada             | Toronto Toros             | Hamilton Red Wings (OHA)               |
| 21.      | Rick Middleton (F)      | Kanada             | Minnesota Fighting Saints | Oshawa Generals (OHA)                  |
| 23.      | Tom Lysiak (C)          | Kanada             | Houston Aeros             | Medicine Hat Tigers (WCHL)             |
| 24.      | George Pesut (D)        | Kanada             | Cleveland Crusaders       | Saskatoon Blades (WCHL)                |
| 3. Runde |                         |                    |                           |                                        |
| 28.      | John Wensink (LW)       | Kanada             | New York Golden Blades    | Cornwall Royals (QMJHL)                |
| 29.      | Eric Vail (LW)          | Kanada             | Nordiques de Québec       | Sudbury Wolves (OHA)                   |
| 30.      | Blair MacDonald (RW)    | Kanada             | Alberta Oilers            | Cornwall Royals (QMJHL)                |
| 32.      | Dave Lewis (D)          | Kanada             | Alberta Oilers            | Saskatoon Blades (WCHL)                |
| 33.      | Bob Gassoff (D)         | Kanada             | Minnesota Fighting Saints | Medicine Hat Tigers (WCHL)             |
| 4. Runde |                         |                    |                           |                                        |
| 41.      | Randy Holt (D)          | Kanada             | New England Whalers       | Sudbury Wolves (OHA)                   |
| 5. Runde |                         |                    |                           |                                        |
| 52.      | Bob Dailey (D)          | Kanada             | Toronto Toros             | Toronto Marlboros (OHA)                |
| 53.      | Larry Patey (C)         | Kanada             | New England Whalers       | Braintree Hawks (NEJHL)                |
| 58.      | Ken Houston (D)         | Kanada             | Alberta Oilers            | Chatham Maroons (SOJHL)                |
| 64.      | Cap Raeder (G)          | Vereinigte Staaten | New England Whalers       | University of New Hampshire (NCAA)     |
| 6. Runde |                         |                    |                           |                                        |
| 67.      | Dennis Ververgaert (RW) | Kanada             | New York Golden Blades    | London Knights (OHA)                   |
| 70.      | Ian Turnbull (D)        | Kanada             | Vancouver Blazers         | Ottawa 67’s (OHA)                      |
| 74.      | Dennis Owchar (D)       | Kanada             | Houston Aeros             | Toronto Marlboros (OHA)                |
| 77.      | Rick Chinnick (RW)      | Kanada             | New England Whalers       | Peterborough Petes (OHA)               |
| 7. Runde |                         |                    |                           |                                        |
| 89.      | Jeff Jacques (D)        | Kanada             | Winnipeg Jets             | St. Catharines Black Hawks (OHA)       |